# Wilhelm von Heespen
Wilhelm von Heespen, auch Wilhelm von Heespe (* 13. März 1625; † 20. August 1686 in Oldenburg (Oldb)) war ein deutscher Kanzleidirektor in Diensten der Grafschaft Oldenburg.

## Leben
Heespen war der Sohn des klevischen Richters Tilemann Heespen und dessen Ehefrau Sophie geb. von Langenhorst. Er studierte Rechtswissenschaft an der Universität Köln und war zunächst als Sekretär tätig. 1651 trat er in den Dienst des Grafen Anton Günther von Oldenburg, für den er als Korrespondent (Diplomat) in Den Haag tätig war. 1652 erhielt er die neugeschaffene Stelle eines Kammersekretärs, der als gräflicher Privatsekretär den alternden Landesherrn unterstützen und entlasten sollte. Zu seinen Hauptaufgaben gehörte die Führung der diplomatischen Korrespondenz, zu deren Bearbeitung ein gräflicher Rats hinzugezogen wurde, der die ausgehenden Schreiben auch zu prüfen hatte. Außerdem kontrollierte und protokollierte Heespen in seiner Funktion die Erledigung aller wichtigen Angelegenheiten. Sämtliche Bittschriften an den Landesherrn gingen durch seine Hände. Nach der Einrichtung des Geheimen Rats der Grafschaft 1656, der als Beratungsorgan des Grafen in allen Regierungsangelegenheiten vorgesehen war, wurde der Kammersekretär Heespen gleichzeitig Sekretär dieses neuen Gremiums. Über ihn lief die Verbindung zwischen dem Landesherrn und dem Geheimen Rat, dessen Korrespondenz ebenfalls durch das Kammersekretariat erledigt wurde, das in vollem Umfang bestehen blieb. Wahrscheinlich war diese Konkurrenz einer der Gründe, weshalb die Tätigkeit des Geheimen Rats bereits nach zwei Jahren wieder zum Erliegen kam.
In den 1650er Jahren setzte eine Periode des Niedergangs in der oldenburgischen Verwaltung ein. Heespen hatte mit dem scheinbar untergeordneten Posten des Kammersekretärs eine ausbaufähige Stelle erhalten, die ihm beträchtliche Einflussmöglichkeiten sicherte. Wie alle höheren Beamten Anton Günthers, wurde auch er neben seinen eigentlichen Amtspflichten häufig mit diplomatischen Missionen betraut. 1653 wurde er nach Osnabrück gesandt, 1657 nach Kleve zu Verhandlungen mit Johann Moritz Fürst von Nassau-Siegen und 1658 in die Niederlande. Im Zusammenhang mit der Regelung der oldenburgischen Erbfolgefrage hielt er sich 1659, 1662 und 1664 in Holstein und 1665 in Zerbst auf. 1659 wurde er Geheimer Rat und gehörte seit 1663 dem wiederbelebten
Geheimen Rat an, der nach dem Tod Anton Günthers unter der Bezeichnung Etatsrat als oberstes Regierungskollegium in der dänischen Zeit Oldenburgs weiterbestand.
Am 20. Juni 1676 wurde Heespen, der als einer der ältesten Beamten die Tradition der Grafenzeit verkörperte, zum Kanzleidirektor und Regierungsrat ernannt. Als fünf Jahre später, im Dezember 1681, Christoph Gensch von Breitenau zum dänischen Kanzler in Oldenburg und damit zu seinem Vorgesetzten ernannt wurde, empfand Heespen dies zunächst als kränkende Zurücksetzung. Allerdings schonte Gensch von Breitenau, der sich anfangs wenig in Oldenburg aufhielt, rücksichtsvoll die Stellung des alten Kanzleidirektors. Er respektierte seinen Rang nach außen und überließ ihm alle einträglichen Angelegenheiten wie Konsistorium, Zivilprozesse und Reichshofratsgeschäfte, sodass Heespen sich schnell mit dem neuen Kanzler aussöhnte. In der Folge wurde einer seiner Söhne Gensch von Breitenaus engster Mitarbeiter und Erbe.

## Nobilitierung
Kurz vor seinem Tode wurde Heespen angeblich in den Reichsadelsstand erhoben. Allerdings existiert weder das Original des Adelsbriefs vom 6. Juni 1686, noch ein Vermerk in den Akten der kaiserlichen Kanzlei in Wien. Lediglich eine 1701 in Württemberg angefertigte Abschrift, die selbst erhebliche Zweifel aufwirft, ist vorhanden. Ob Heespen selbst das Adelsprädikat führte, oder ob es erst später von seinen Nachkommen beansprucht wurde, ist unklar.

## Familie
Heespen heiratete 1660 Anna Margaretha geb. von Velstein (1648–1704), die jüngste Tochter seines Amtskollegen, des Geheimen Rats Anton Günther von Velstein, und Enkelin des Konsistorialrats Hermann Velstein (1565 oder 1555–1635). Von den insgesamt zehn Kindern des Ehepaares heiratete Elisabeth Augusta Heespen (1667–1713) den Regierungsrat Gerhard von Halem (1644–1723), Anton Günther von Heespen (um 1655–1723) wurde Gesandter in württembergischen und später in gottorfischen Diensten, Wilhelm von Heespen (1669–1742) wurde oldenburgischer Kanzleidirektor in Esens und Alexander Tilemann von Heespen (1673–1738) wurde dänischer Konferenzrat und einer der engsten Mitarbeiter des Kanzlers Christoph Gensch von Breitenau, der ihn auch zu seinem Universalerben einsetzte.